# Standish (Maine, statisztikai település)
Standish statisztikai település az USA Maine államában, Cumberland megyében. Lakosainak száma 480 fő (2020. április 1.).

## Népesség
A település népességének változása:

| 2010 | 469 |
| 2020 | 480 |